# Darling Dear
"Darling Dear" is een nummer waarvan het origineel opgenomen werd door de Amerikaanse soulgroep Smokey Robinson & The Miracles. Het nummer werd niet zelf als single uitgebracht, maar werd wel als B-kant gebruikt voor "Point It Out", een top 40 hit van de groep uit 1969. Als een van de weinige B-kanten van Smokey Robinson & The Miracles wist "Darling Dear" de Billboard Hot 100 te bereiken. Het stond welgeteld één week op die lijst en was met de #100 positie hekkensluiter. Andere B-kanten van Smokey Robinson & The Miracles die de poplijst in de Verenigde Staten behaalden, zijn onder anderen "Broken Hearted", "I've Been Good To You" en "Doggone Right".
Als een van de weinige nummers van Smokey Robinson & The Miracles werd "Darling Dear" niet geschreven door de leadzanger van de groep, Smokey Robinson, terwijl hij wel meehielp bij het schrijven van de A-kant, "Point It Out". Het waren Robert Gordy en George Gordy, familieleden van Motowns oprichter Berry Gordy, die het nummer schreven, samen met Allen Story. Zij schreven ook voor andere artiesten van Motown, zoals bijvoorbeeld Martha & The Vandellas met het nummer "Taking My Love (And Leaving Me)". Het was ook George Gordy die het nummer produceerde. Hij nam "Darling Dear" niet op in de traditionele soulpop-stijl waar Motown bekend om werd, maar meer met calypsoaspecten. Dit was om de tekst van het nummer meer sexy te laten klinken. Deze gaat erover dat de verteller, in dit geval dus leadzanger Smokey Robinson, het mooie spel van de liefde aan zijn geliefde wil laten zien en uit wil leggen. Zo vertelt hij dat zijn geliefde oprecht en niet verlegen moet zijn. Dan zou de liefde vanzelf verschijnen.
Zoals heel veel nummers van Smokey Robinson & The Miracles werd ook "Darling Dear" gecoverd. De meest bekende versie is die van The Jackson 5. Deze versie is zeer bekend geworden door de baslijn, die gespeeld werd door James Jamerson, bassist van The Funk Brothers. Vele critici noemen deze baslijn de beste ooit uit de popgeschiedenis. Hoewel de versie van The Jackson 5 van "Darling Dear" erg populair werd, is het nummer nooit door de groep uitgebracht als A-kant van een single. Wel werd het als de B-kant van hun #2 hit "Mama's Pearl" gebruikt.

## Bezetting
- Lead: Smokey Robinson
- Achtergrond: Bobby Rogers, Claudette Robinson, Ronnie White en Warren "Pete" Moore
- Instrumentatie: The Funk Brothers
- Schrijvers: Robert Gordy, George Gordy en Allen Story
- Productie: George Gordy